# Старолисинский сельсовет
Старолисинский сельсовет — упразднённая административно-территориальная единица, существовавшая на территории Московской губернии и Московской области до 1939 года.
Старолисинский сельсовет был образован в первые годы советской власти. По данным 1922 года он числился в составе Лотошинской волости Волоколамского уезда Московской губернии
В 1924 году Старолисинский с/с был переименован в Лисинский сельсовет, но уже в 1925 году он снова стал Старолисинским.
По данным 1926 года в состав сельсовета входили 2 населённых пункта — Старое Лисино и Лужки.
В 1929 году Старолисинский с/с был отнесён к Лотошинскому району Московского округа Московской области.
17 июля 1939 года Старолисинский с/с был упразднён. При этом его территория в полном составе вошла в Михалёвский с/с.